# M/S Sunnan
M/S Sunnan är ett svenskt passagerarfartyg.
M/S Sunnan byggdes på Marimatic i Östhammar 1968 som en av "Vindbåtarna" för Waxholms Ångfartygs AB. Hon förlängdes 1972 med 2,20 meter.
År 1993 köptes Sunnan av Motena AB i Vaxholm. Hon döptes om till Saltarö och gick 1996–1998 i trafik mellan Söderköping och Arkösund. År 2017 köpte Blidösundsbolaget Sunnan, som därefter trafikerade Nord-Sydlinjens norra sträcka. Från hösten 2018 blev Sunnan ordinariebåt på SL:s linje 89 Stockholm – Ekerö.
Hon är k-märkt.

## Bildgalleri

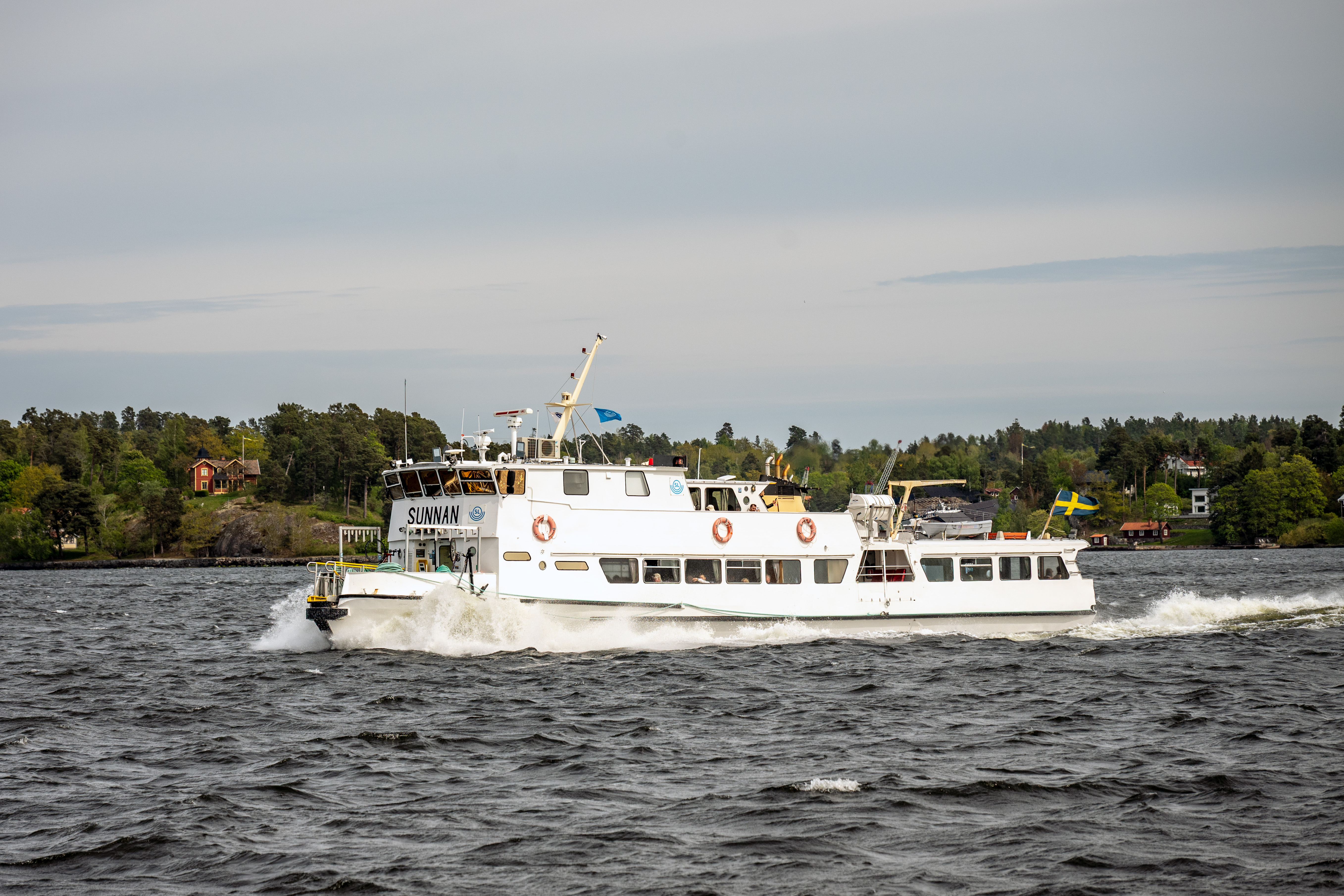
Sunnan utanför Stockholm i maj 2025, nu märkt med SLs logotyp
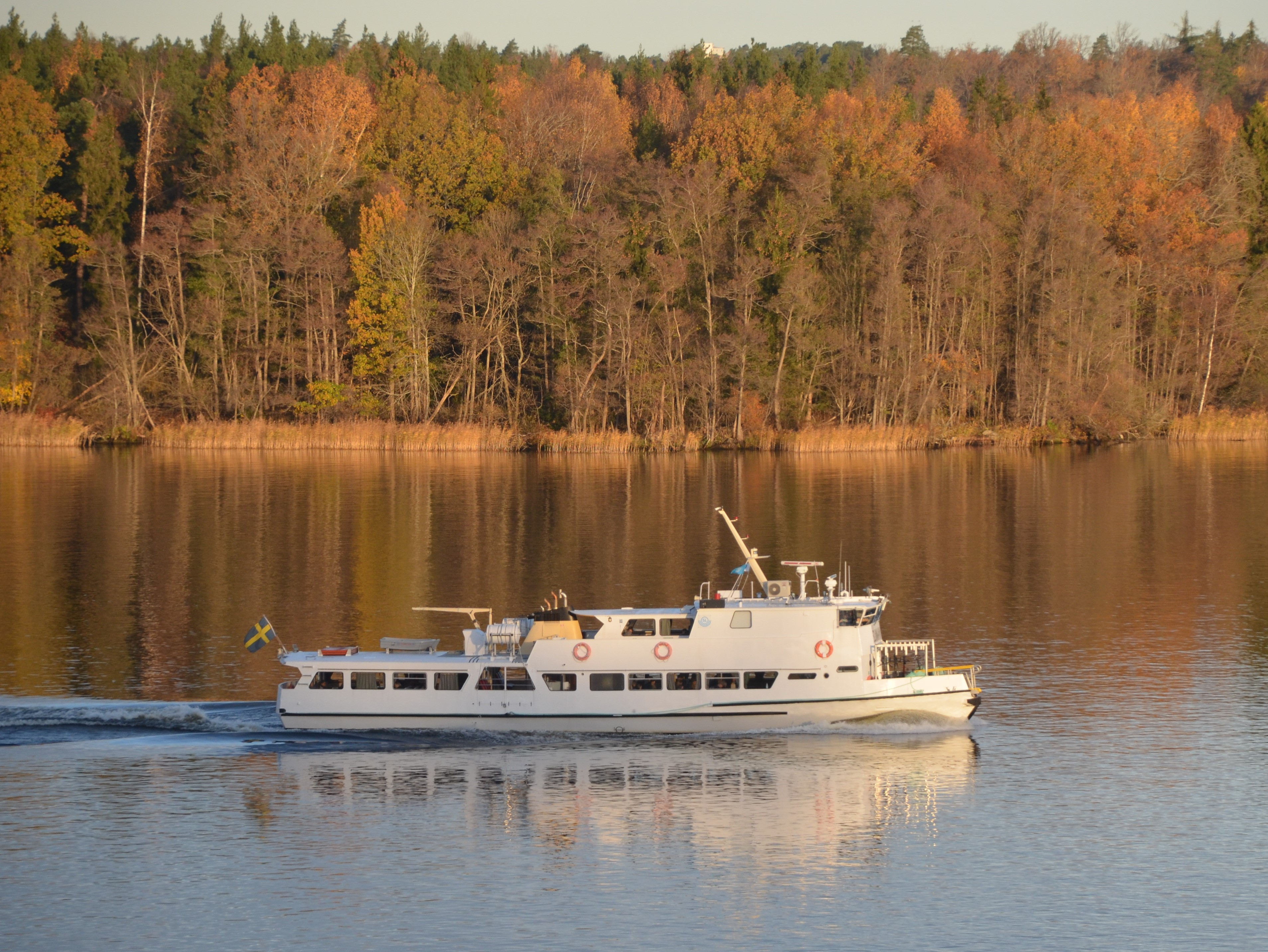
M/S Sunnan på Mälaren på Ekerölinjen utanför Björnholmen i Ekerö kommun, 2024
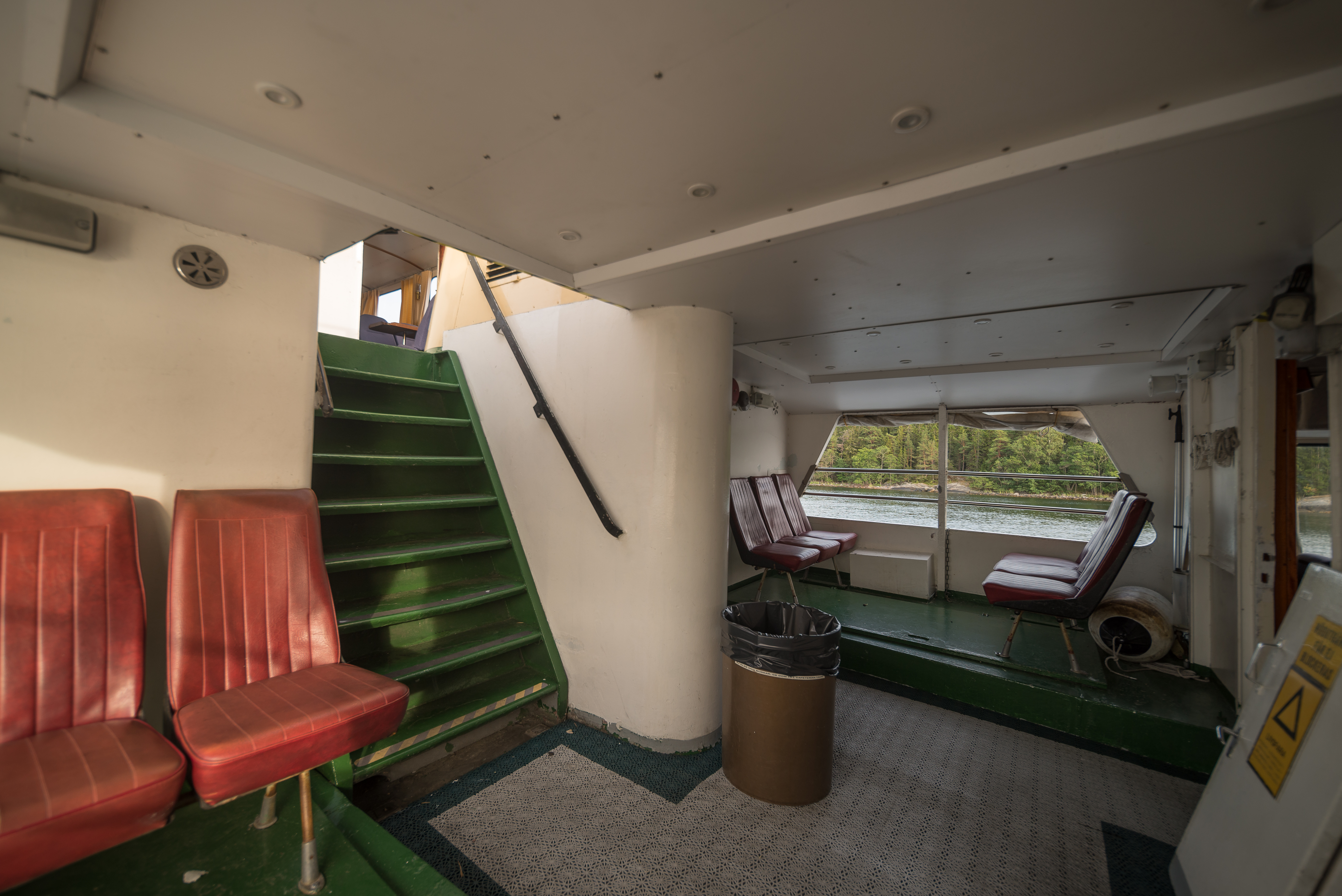
Öppen del av huvuddäck med ingång till aktersalongen till höger
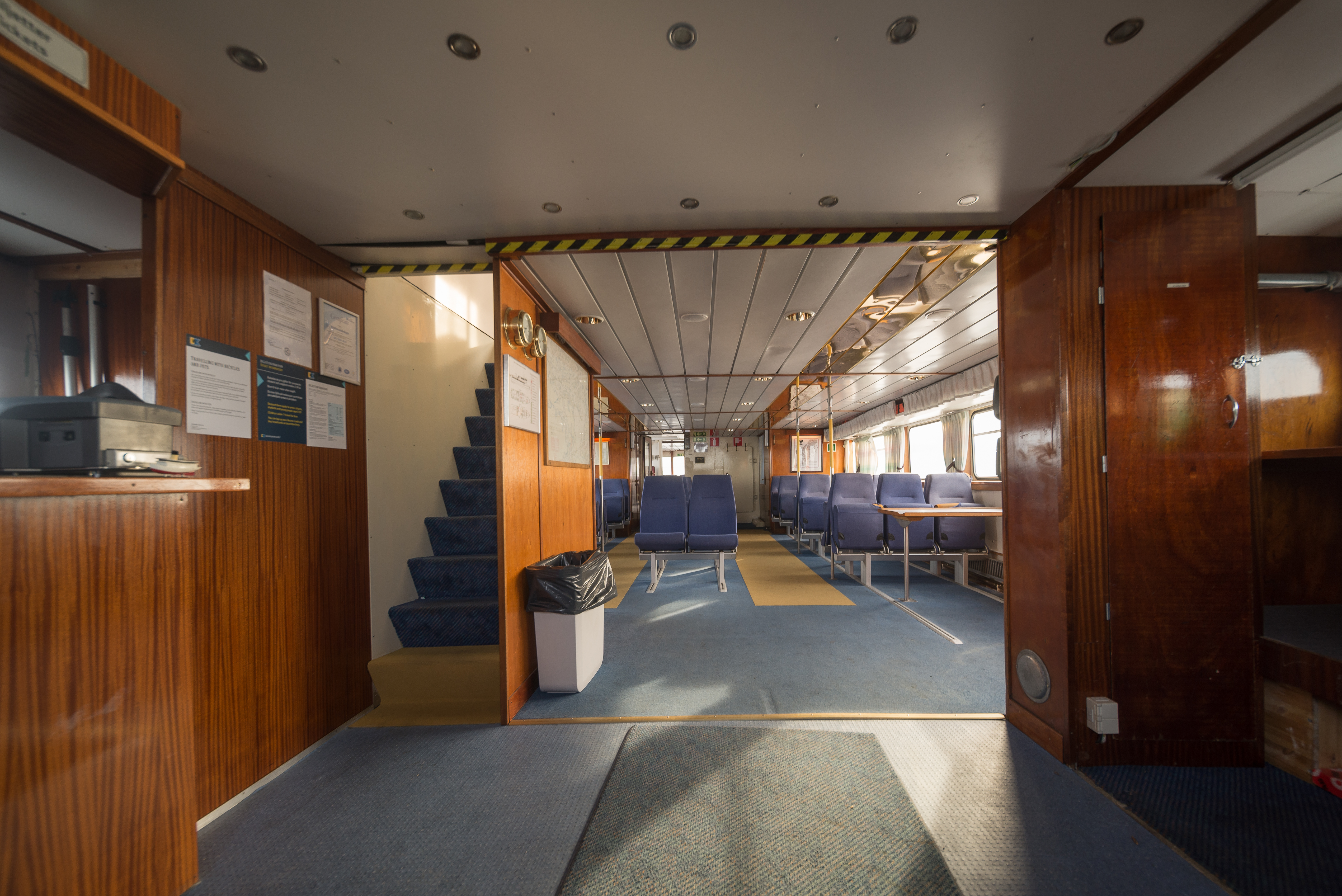
Huvuddäck sedd från fören
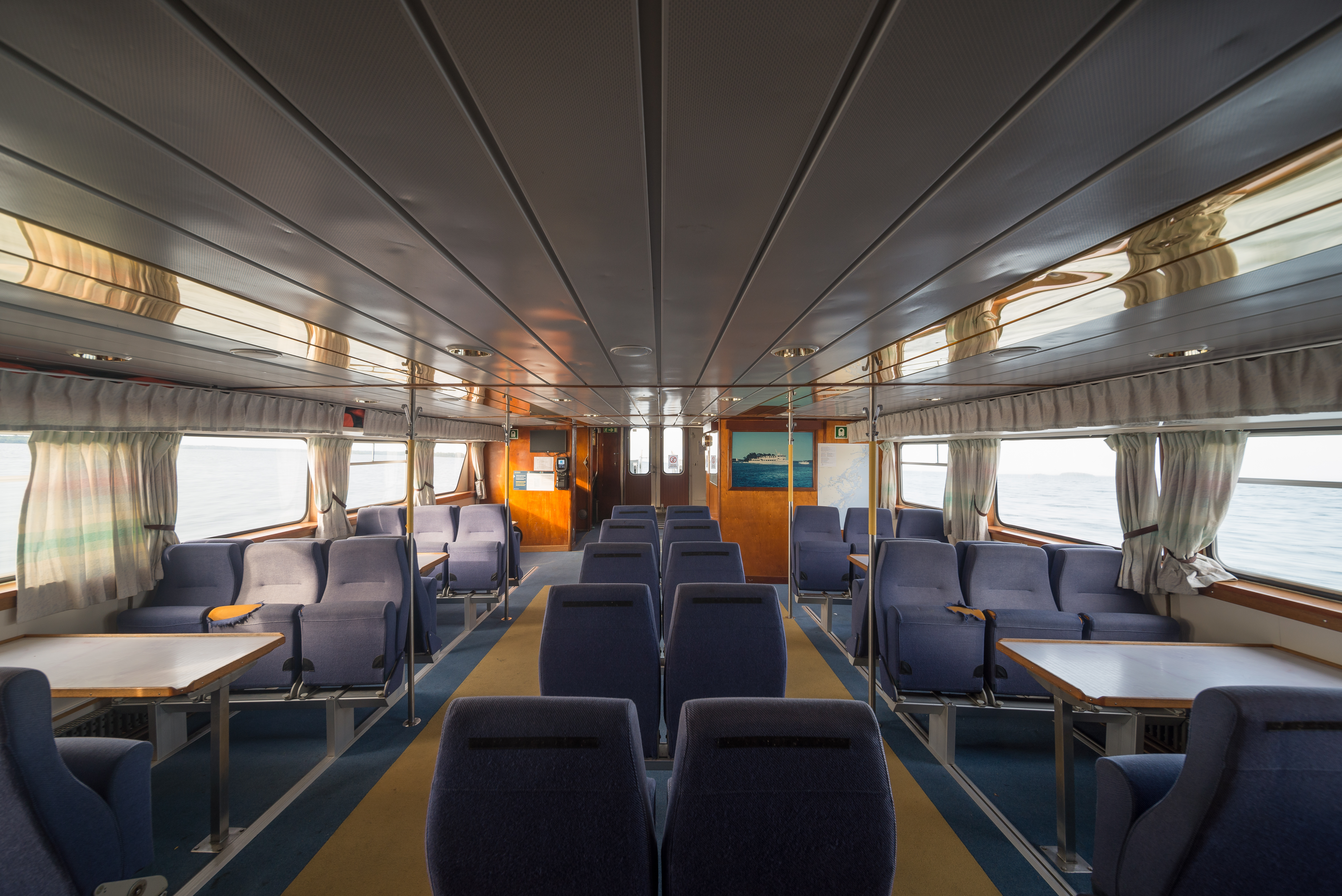
Huvuddäck, vy föröver
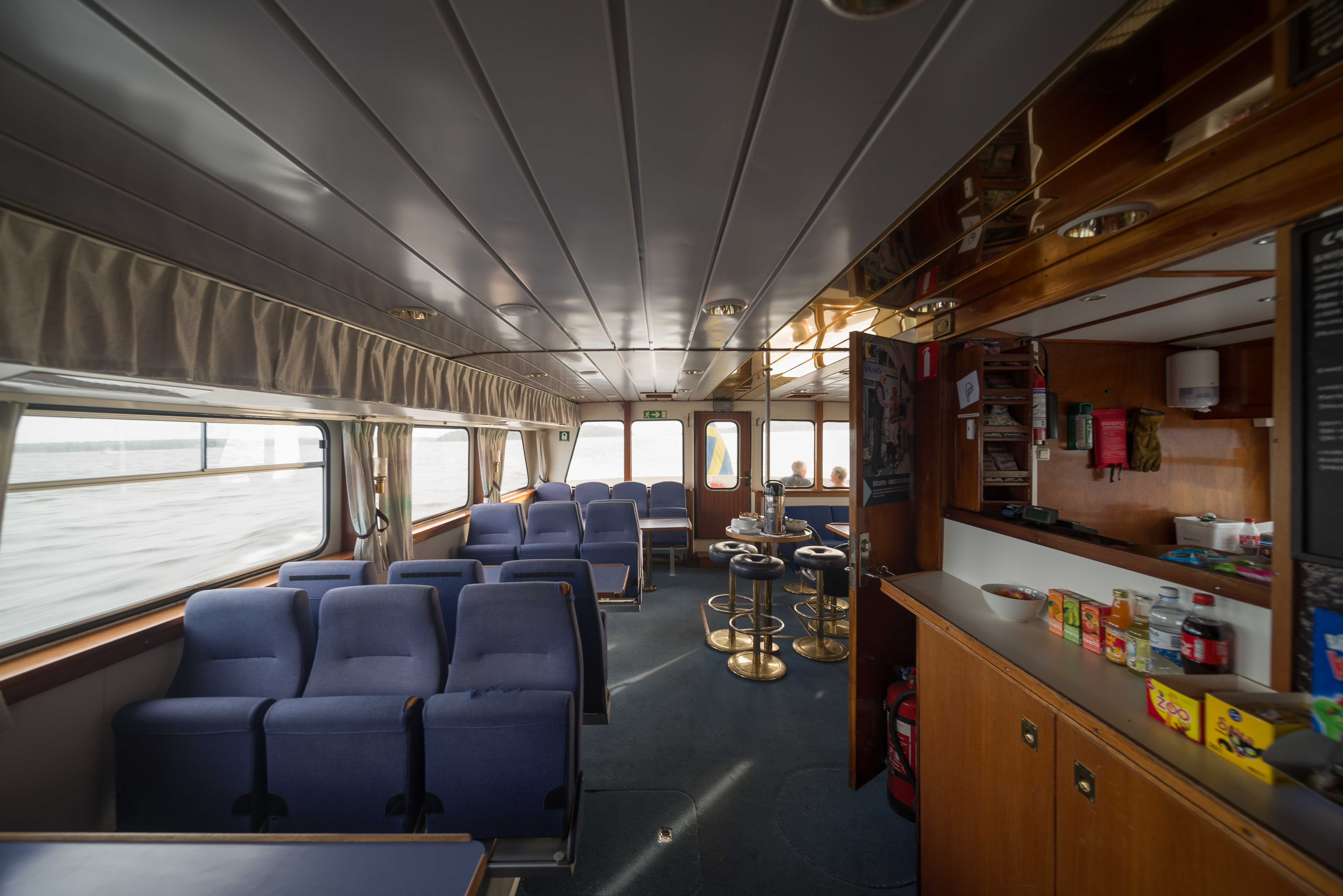
Aktersalongen
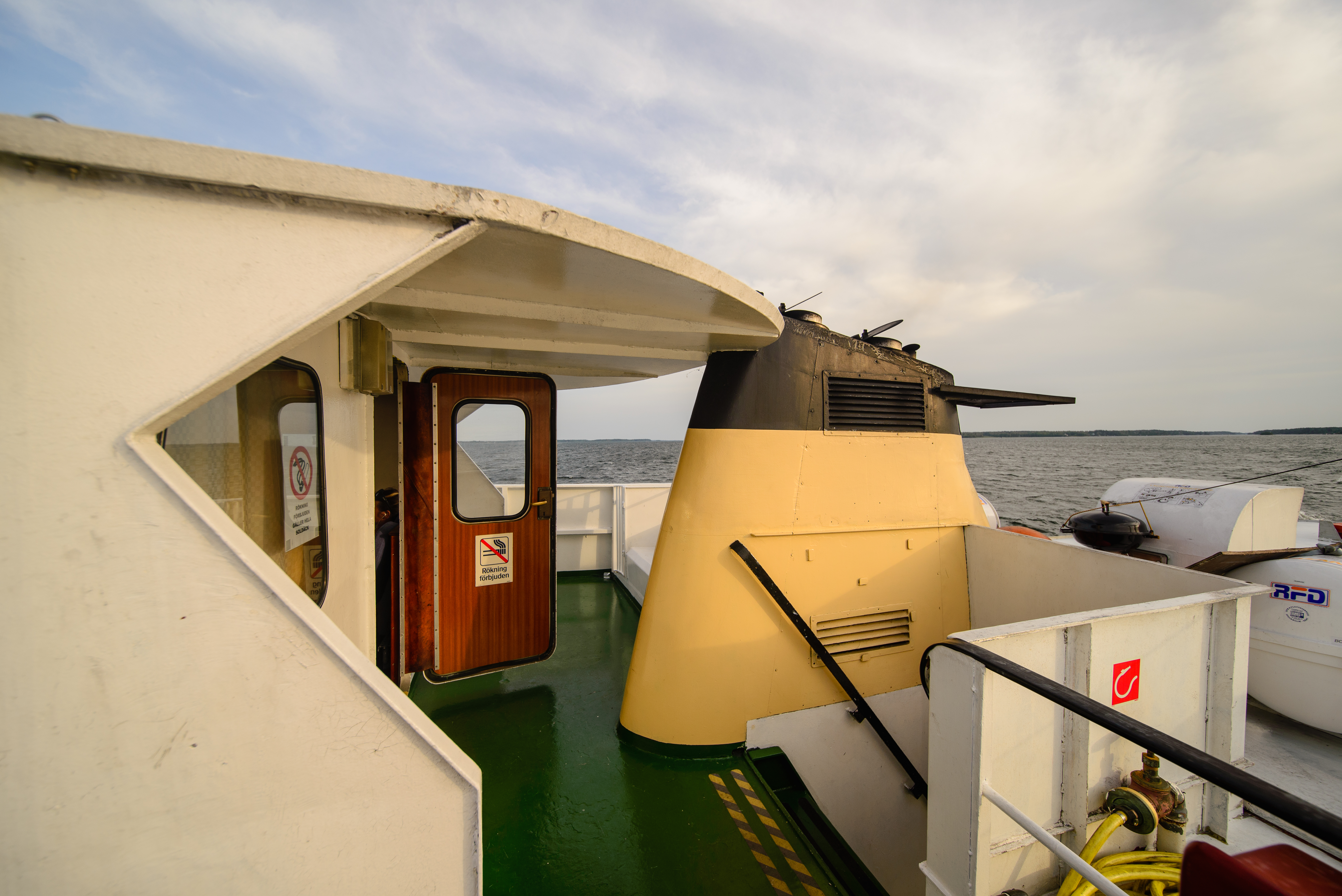
Övre däck